# Preber
Der Preber ist ein 2740 m ü. A. hoher Berg, er zählt im Winter zu den beliebtesten Skitouren-Bergen in den Schladminger Tauern, er wird aber auch im Sommer sehr gerne besucht.
Der Gipfel des Prebers befindet sich direkt an der Grenze zwischen den Bundesländern Salzburg und Steiermark.
Am Fuße des Prebers befindet sich der Prebersee, dieser ist Ausgangspunkt für die meisten Bergtouren auf den Preber und besonders durch das Preberseeschießen bekannt.
Die Winter-Erstbesteigung fand am 19. März 1896 durch Toni Schruf, Max Kleinoscheg und einen unbekannten Freund der beiden statt.
Alljährlich findet im März der Preberlauf (ein Skitourenwettkampf) statt. Der Start befindet sich knapp über dem See, das Ziel ist direkt am Gipfel. Die besten Skitourenläufer benötigen für die 1220 Höhenmeter unter 60 Minuten.
Das Bischofsloch (auch Preberloch, Bischofswandloch) ist eine rund 200 m lange, altbekannte Höhle in der Preber-Bischofswand (zwischen Trogleiteneck und Bockleiteneck) mit Spuren von Bergbau.

## Routen
- Prebersee – Preberhalterhütte – Roßscharte – Preber (3,5 Stunden)
- Prebersee – Preberhalterhütte – Preberkessel – Mühlbachtörl – Preber (4 Stunden)
- Prebersee – Grazer Hütte – Bockleiteneck – Roßscharte – Preber (4 Stunden)

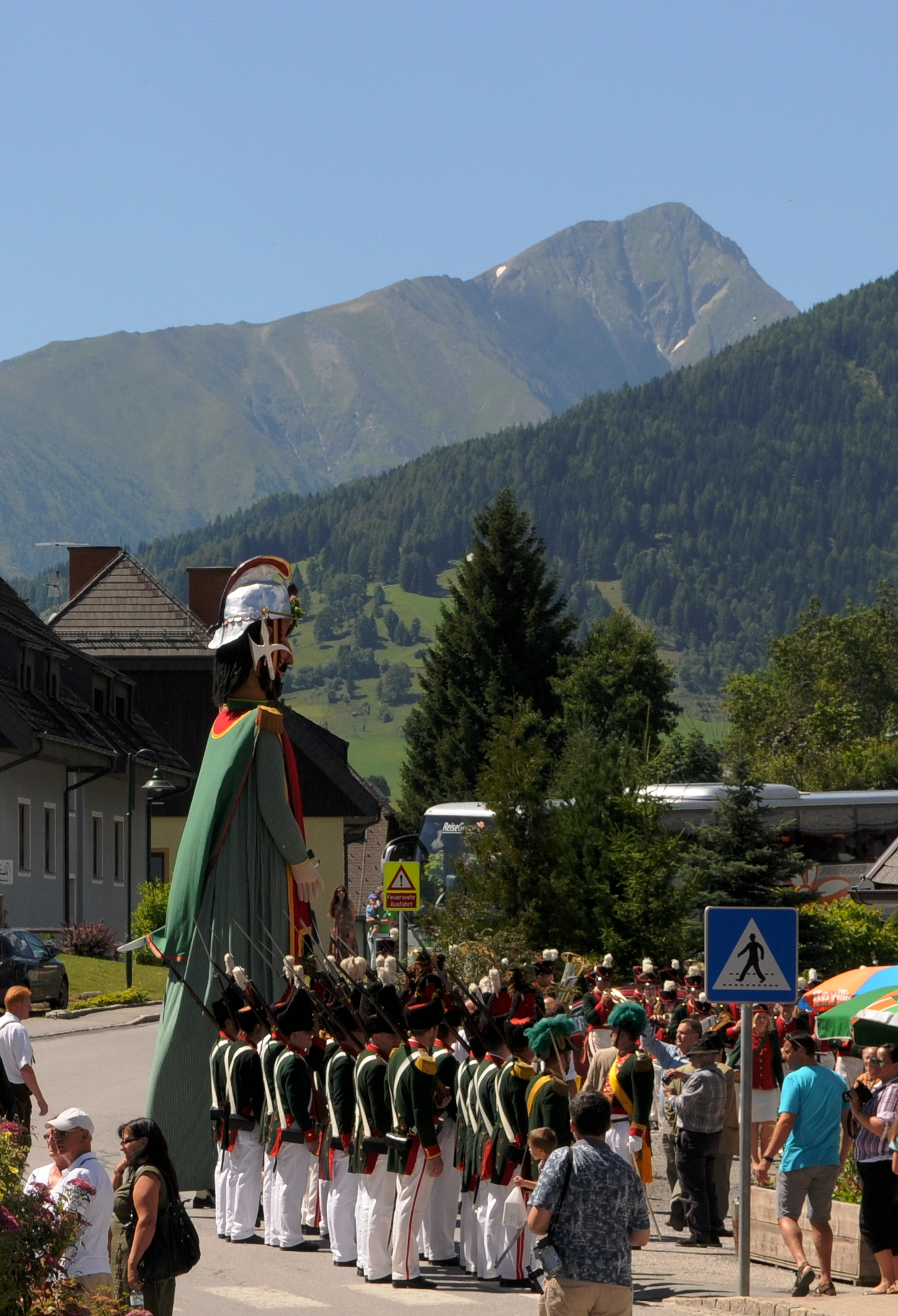
Preber von Osten (Krakaudorf)